# Nicanor Parra
Pour les articles homonymes, voir Parra.
Nicanor Parra Sandoval (né à San Fabián de Alico (es), le 5 septembre 1914 et mort à La Reina le 23 janvier 2018) est un poète, mathématicien et physicien chilien, qui se présente lui-même comme un antipoète.
Son œuvre a eu une influence profonde sur la littérature sud-américaine. Il est l'un des poètes chiliens les plus connus, avec les quatre grands de la poésie chilienne.
C'est à lui que l'on doit la notion d'antipoésie, expression littéraire qui s'oppose aux canons traditionnels de la poésie. Une de ses œuvres la plus connue est Poemas y Antipoemas (Poèmes et Antipoèmes), où il substitue à la syntaxe soignée et métaphorique (qui caractérise dans l'imaginaire commun la poésie) un langage direct et quotidien.
Il remporte en 2011 le Prix Cervantes, distinction littéraire attribuée chaque année depuis 1976 par le Ministère de la Culture espagnol. Nicanor Parra succède ainsi à quelques grands noms de la littérature hispanophone dont deux prédécesseurs chiliens, Jorge Edwards (prix 1999) et Gonzalo Rojas (prix 2003).

## Biographie
Nicanor Parra est né au sein d'une famille modeste à San Fabián de Alico, à proximité de Chillán, et depuis son enfance, il change de résidence, en se rendant successivement à Santiago, Lautaro, Ancud et Chillán. Il a grandi dans une ambiance artistique, son père étant professeur à l'école primaire et musicien. Sa mère, d'origine paysanne, était couturière et tisserande. Elle aussi avait des passions artistiques et avait l'habitude de chanter des chansons folkloriques.
La famille Parra est composée d'artistes populaires reconnus, comme sa sœur chanteuse-autrice-compositrice et artiste visuelle Violeta Parra, ainsi que ses frères Roberto et Eduardo. Nicanor est le seul parmi ses frères à avoir poursuivi des études supérieures.
Il a trois enfants : Catalina qui est artiste visuelle, Colombine et Juan de Dios, connus sous le nom de Barraco Parra, sont musiciens.
Il est parmi les premiers citoyens illustres de la République glaciaire et a reçu son passeport.

### Parcours professionnel et artistique

#### Études et débuts en littérature (1927-1943)
En 1927, Nicanor Parra a intégré le Lycée de garçons de Chillán, aujourd'hui nommé Lycée coéducatif « Narciso Tondreau », où il a étudié jusqu'à la cinquième année dans le département des Humanités. En 1932, il part à Santiago pour terminer ses études secondaires dans l'Internado Nacional Barros Arana grâce à une bourse de la Ligue des Étudiants Pauvres. Dans ce lieu, il fait connaissance avec Jorge Millas, Luis Oyarzun et Carlos Pedraza, avec lesquels il avait une grande affinité artistique.
Plus tard, il se forme à l'Institut pédagogique de l'université du Chili, où il a étudié les mathématiques et la physique. Il avait choisi de suivre les cours d'ingénierie, de droit et d'anglais, mais il les abandonnera rapidement. Il a financé ses études à l'université en exerçant le métier d'inspecteur à l'Internado Nacional Barris Arana. Dans ce collège, il a commencé à publier, aux côtés de Millas et Pedraza, la revue Revista Nueva en 1935, où apparaît son premier anti-conte : Gato en el camino (Le chat sur le chemin). Plus tard, il devient professeur dans son université de formation, puis Directeur du département de physique, responsabilité à laquelle il renonce en 1968.
Le premier livre qu'il a publié était Cancionero sin nombre (Recueil de poésies sans nom) en 1935. Dans cette œuvre, il a incorporé la figure métrique du roman, le schéma narratif dans ses poèmes et le parlé poétique comme personnage dans ses vers. Selon la critique spécialisée, le modèle de ce recueil fut le Romancero gitano de Federico García Lorca, dans lequel des éléments préfigurent l'anti-poésie. Le lien avec ce roman provient de la connaissance de la culture traditionnelle paysanne qui l'a entouré depuis son enfance.
Il est retourné à Chillán en 1937 pour exercer le métier de professeur de mathématiques et de physique dans le lycée où il avait étudié. L'année suivante, il obtient le Prix municipal de Santiago pour sa contribution aux mathématiques et à la physique.

#### Études universitaires et le début de l'anti-poésie (1943-1962)
En 1943, Nicanor Parra voyage aux États-Unis pour étudier la mécanique avancée à l'université Brown grâce à une bourse de l'Institut de l'Éducation Internationale. Il retourne en 1946 au Chili et intègre l'université du Chili comme professeur titulaire de mécanique rationnelle. En 1948, il est nommé directeur interne de l'École d'ingénierie de cette institution d'enseignement. L'année suivante, il part en Angleterre grâce à la bourse du Conseil britannique avec l'intention d'étudier la cosmologie à Oxford.
Ses déplacements dans tous ces pays, particulièrement l'immersion dans la vie quotidienne de deux sociétés développées, et son opposition à la poésie traditionnelle de Pablo Neruda, sont fondamentaux dans la conception de ses anti-poèmes.
Il retourne au Chili en 1951 et se marie avec une Suédoise, Inga Palmen.
Dans les annales de l'université du Chili, paraît une sélection de ses anti-poèmes. L'année suivante, il réalise de nombreuses innovations dans la poésie non traditionnelle, en collaborant avec Enrique Lihn et Alejandro Jodorowsky pour réaliser des « quebrantahuesos ». Ces œuvres consistent en un journal affiché sur un mur à caractère critique et satirique réalisé avec des coupures de journaux superposées à la manière d'un collage.
En 1954 est publié Poemas y antipoemas (Poèmes et anti-poèmes), son second livre, qui a produit une rupture radicale dans la poésie chilienne et hispano-américaine et a marqué l'irruption du modèle anti-poétique. Le schéma anti-poétique inclut parmi ses éléments un anti-héros, de l'humour, de l'ironie, du sarcasme et une versification dont le lexique et la syntaxe n'obéissent pas au modèle littéraire classique, mais au langage quotidien.
Dans son pays, ce nouveau style de poésie a été appuyé publiquement par le critique littéraire Ignacio Valente, une des personnes qui a le plus contribué à faire connaître son œuvre. Les rythmes populaires festifs chiliens qu'il parodie avec adresse sont une source d'inspiration dans La cueca larga de 1958.
Invité en 1959 au Congrès mondial de la Paix à Pékin, il se déplace d'abord à Stockholm, parce que les voyages vers les pays du socialisme réel, à cette époque de la guerre froide, étaient contrôlés par les organismes de sécurité occidentaux. Il rend visite à Artur Lundkvist, alors secrétaire permanent de l'Académie suédoise. Dans la résidence de ce dernier, il fait la connaissance de l'écrivaine Sun Axelsson avec qui il entretiendra une relation sentimentale, ce qui expliquera plus tard le voyage de cette femme au Chili.
Nicanor Parra est aussi un traducteur d'œuvres littéraires anglaises, notamment de Shakespeare avec Le Roi Lear, ou scientifiques comme les Fondamentaux de la Physique (1957) de Robert Bruce Lindsay et Henry Margenau.

#### Intense création littéraire et les artefacts visuels (1960-2010)
À partir des années 60, la production de Nicanor Parra devient prolifique : Versos de salón (1962), Canciones rusas (1967), Obra gruesa (1969), Artefactos (1972), Sermones y prédicas del Cristo de Elqui (1977), Nuevos sermones y prédicas del Cristo de Elqui (1979), Chistes para desorientar a la poesía: Chistes parra desorientar a la policia (1983), Coplas de Navidad (1983), Poesía política (1983), Hojas de Parra (1985)". Chacun de ses livres révèle les prémices du modèle anti-poétique et la capacité du poète à le faire évoluer.
Les Bandejitas de la Reyna ont été créées au début des années 90. Ces œuvres sont des messages attribués à Mr. Nobody, personnage représenté par un cœur avec des yeux exorbités d'où sortent des bras et des jambes rachitiques et qui ont eu des noms très différents comme “Señor Inocencio de Conchalí” (Monsieur Innocence de Conchali) ou “El pequeño Zaratustra” (Le petit Zarathoustra).
Ce long parcours permet de faire figurer Nicanor Parra comme un des protagonistes des lettres chiliennes de la seconde moitié du vingtième siècle. L'influence de sa proposition esthétique sur la culture nationale et l'impact provoqué par son livre Obra gruesa, publié en 1969, lui a permis d'obtenir le Prix national de Littérature de l'année 1969.
Pour Nicanor Parra : « Pendant un demi-siècle, la poésie a été le paradis de l'idiotie solennelle jusqu'à ce que j'arrive et que je m'installe avec ma montagne russe ».
Il a été reconnu comme un défenseur de la démocratie dans son pays, en formant partie, avec d'autres intellectuels, à partir de 1988, du "Frente Amplio" pour le NO, en relation avec le plébiscite réalisé cette année par le général Augusto Pinochet. Il est membre de l'Académie chilienne de la langue et fait partie de la fondation Gabriela Mistral.
À cette époque, il développe son concept des artefacts visuels, installations matérielles où Parra utilise des objets provenant des déchets, des ordures que laisse la société de consommation et qu'il recycle en leur donnant un caractère poétique à travers une phrase qui a été recyclée dans ce lieu. À travers ces œuvres, il livre un espace critique contre la société de consommation et contre la globalisation.

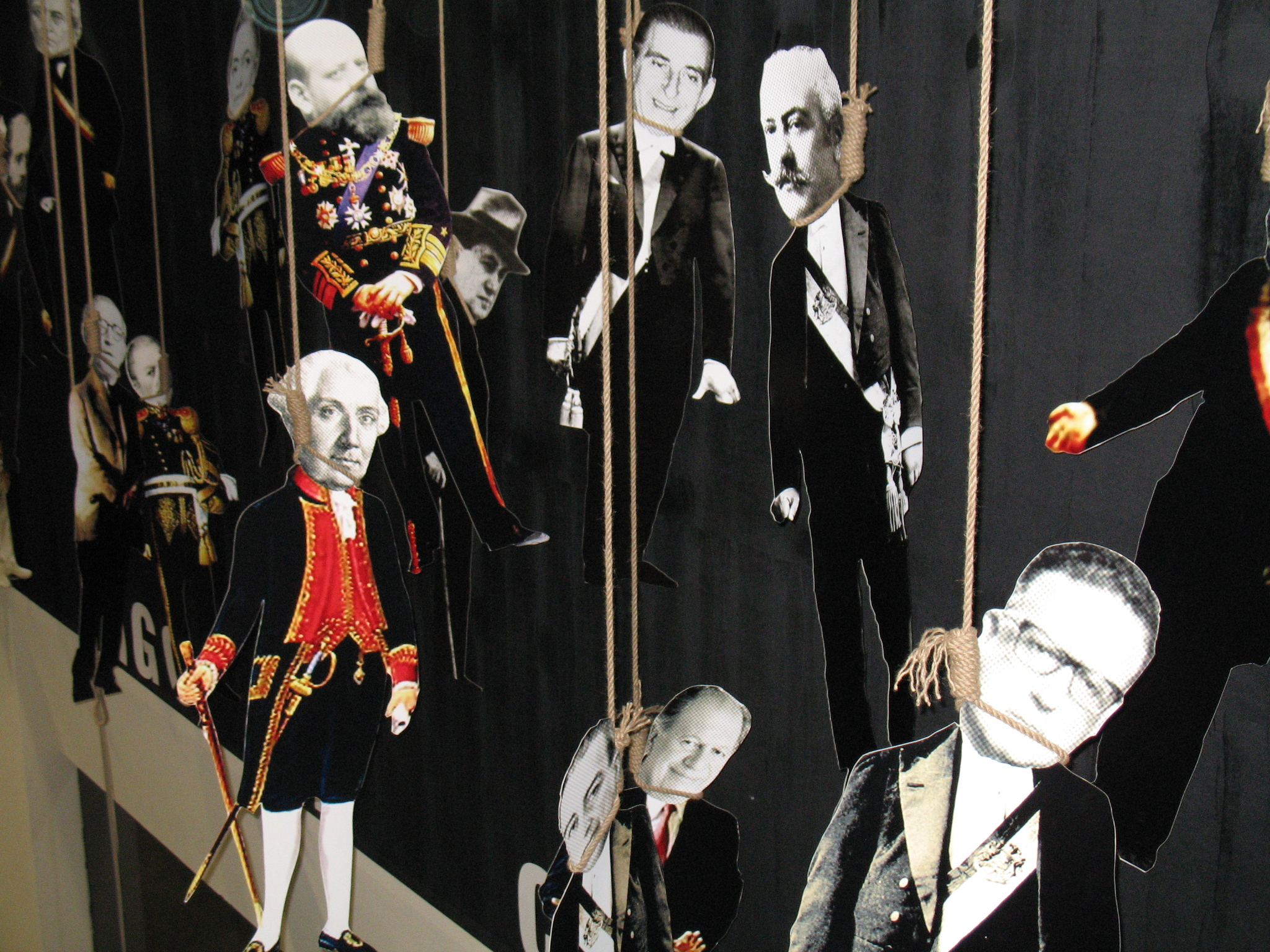
Obras publicas : 34 présidents de la République sous forme de mobiles.

Une partie de cette œuvre visuelle a été exposée aux États-Unis, en Espagne en 2001 et bien sûr au Chili.
Son exposition médiatique des Obras públicas (2006), présentée au Centre culturel du Palais de La Moneda, montrait une installation intitulée  El pago de Chile (Le paiement du Chili), dans laquelle étaient pendus les 34 présidents de ce pays y compris Salvador Allende, Augusto Pinochet et Ricardo Lagos, ce qui a provoqué de vives réactions. La même année, il présente un volume intitulé Obras completas I & algo +, (Œuvres complètes Moi & Quelque chose +) qui a été le plus vendu à la Feria Internationale du livre de Santiago.
En 2009, il a dédié à la mort de Mario Benedetti, écrivain uruguayen, l'artéfact poétique suivant : "A lo más que se puede aspirar / Es a dejar dos o tres frases en órbita / Que yo sepa don Mario dejó al menos una: / La muerte y otras sorpresas // ¡Señor mío, la frasecita!".
En septembre 2010, après avoir fêté ses 96 ans, il commence une grève de la faim pour soutenir la trentaine de mapuches qui jeûnaient depuis le 12 juillet 2010.

#### Reconnaissances et célébration du centenaire de l'artiste (2011-)

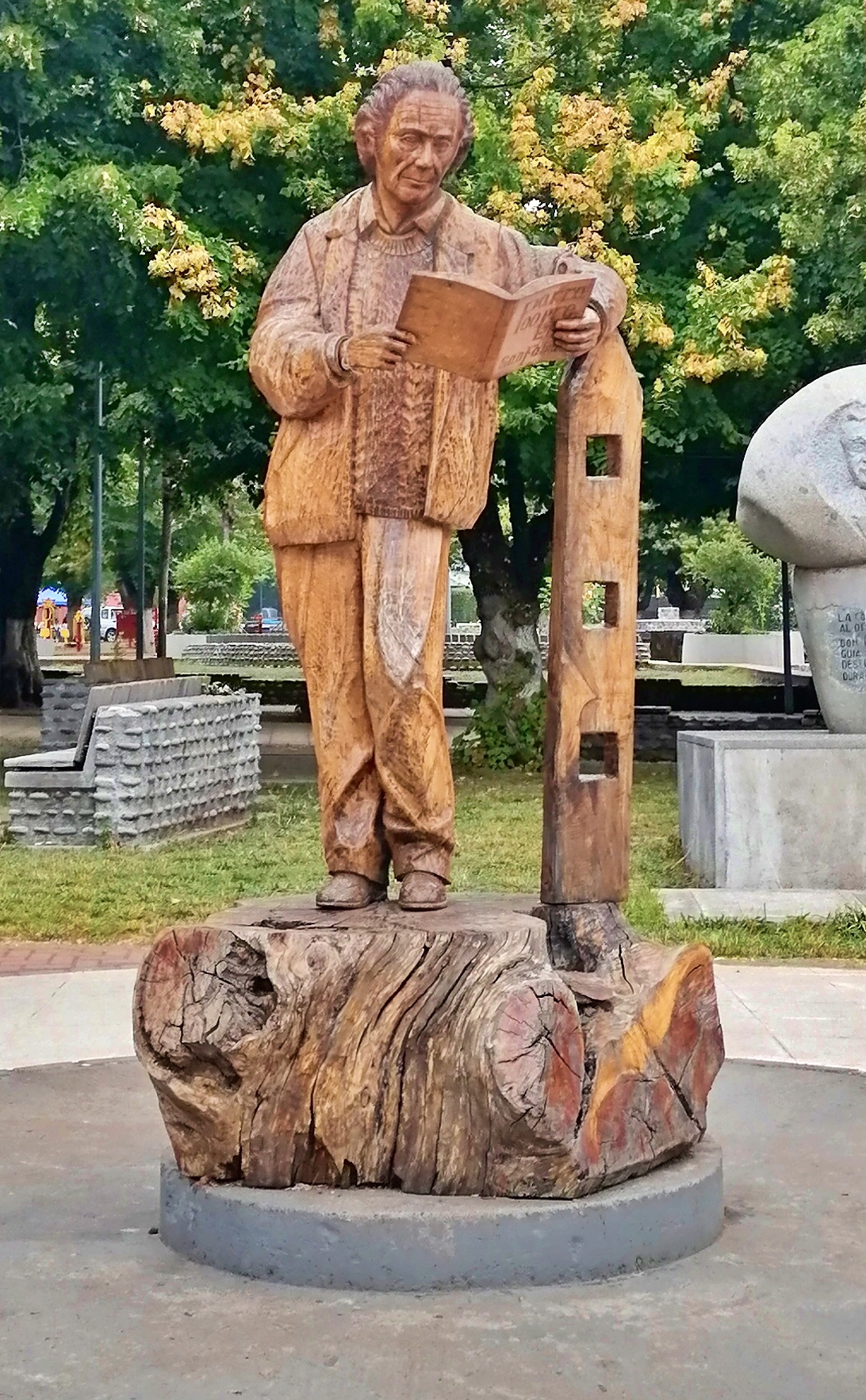
Statue de Nicanor Parra.

Le 1er décembre 2011, Nicanor Parra a été récompensé par le Prix Cervantes, devenant le troisième chilien après Jorge Edwards en 1999 et Gonzalo Rojas en 2003 à gagner le Nobel hispanophone. Carmen Caffarel, directeur de l'Institut Cervantes, a déclaré : « Ce Prix Cervantes reconnaît cette fois-ci non seulement la valeur d'un créateur universel  mais aussi la nécessité de la recherche de nouvelles formes d'expression et l'exploration des frontières communicatives de l'être humain. »
En raison de l'âge avancé du poète, il n'a pas pu assister à la remise des prix, envoyant à sa place son petit-fils Cristóbal Ugarte.
Le 7 juin 2012, il a été récompensé par le Prix Ibéro-américain de la poésie Pablo Neruda, étant élu à l'unanimité pour son immense  parcours, pour son apport à l'enrichissement du langage poétique latino-américain, pour son humour, son ironie, son regard obstinément critique et pour l'extraordinaire diversité de ses recherches comme anti-poète, poète visuel et traducteur. Le jury était composé des Chiliens Claudio Bertoni et Pedro Gandolfo, du Cubain Virgilio López, de l'Anglais Niall Binns et de l'Argentine Valeria Zurano. Le Prix attribuait 60 000 dollars à la personne récompensée, un diplôme et une médaille. Nicanor Parra, se voyant décerner le Prix Ibéro-américain de la Poésie en 2012, a déclaré « Ce n'est pas la première fois qu'ils me donnent un prix que je ne mérite pas et j'espère que ce sera le dernier(...) Je vais me fâcher contre ceux qui en sont responsables. »
Le 5 septembre 2014, Parra a fêté ses 100 ans. Différentes activités ont été organisées pour commémorer sa vie et son œuvre, comme des expositions avec ses artefacts et un « parrafraseo » massif d'un de ses poèmes, « L'homme imaginaire ». Parra s'est tenu à distance des hommages et il a seulement reçu la visite de la présidente Michelle Bachelet dans sa résidence de la station thermale Las Cruces.

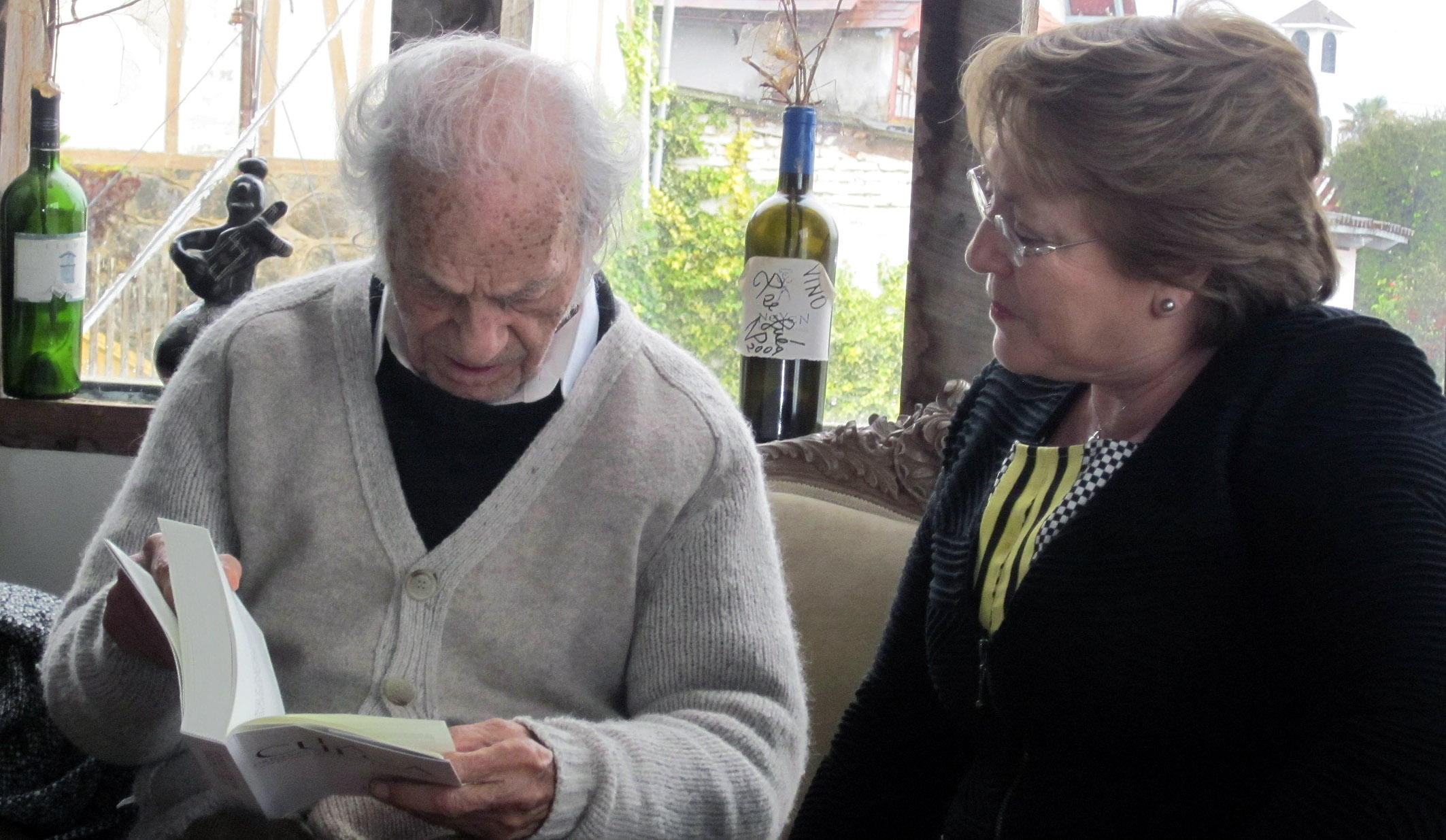
Nicanor Parra et Michelle Bachelet pour la célébration de son centième anniversaire

Pour son centième anniversaire, deux grands événements sont aussi célébrés à Santiago. D’abord, l’université Diego Portales réalise une exposition des œuvres complètes du poète : 232 pièces, objets, dessins, collages, peintures murales et vidéos sur sa vie et son œuvre. Certaines de ses poésies sont prévues pour être lues par l'auteur en personne. Lors de l’inauguration de l’exposition, Carlos Peña, recteur de l’université, n’hésite pas à affirmer que « Il n’y a pas d’autre figure dans la culture de langue espagnole – encore moins dans la culture chilienne, capable de montrer cette indépendance inflexible et incorruptible dont il a fait montre depuis un siècle… ». Le ton de l’exposition est donné dès l’entrée : elle s’ouvre sur un panneau collé sur une croix chrétienne vide sur lequel on peut lire « Voy y vuelvo » (Je pars mais je reviens) qui a donné son nom à l’exposition.

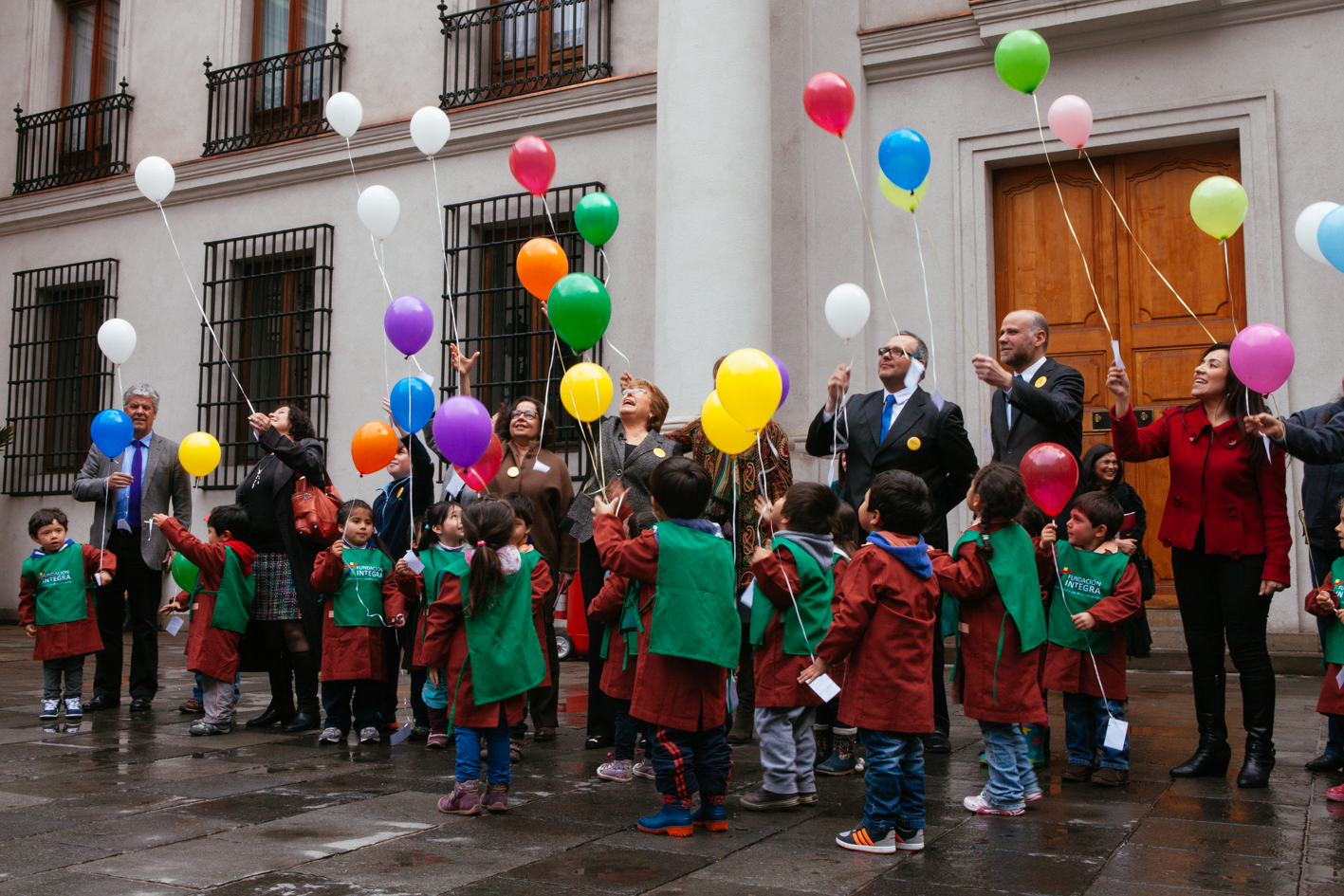
Le ministre Alvaro Elizalde Secrétaire général du gouvernement participe au lancement de ballons avec des poèmes de Nicanor Parra.

Le second événement majeur de cet anniversaire est organisé par la maire de Santiago, Carolina Toha. La mairie parraine la réédition de Artefactos, l’œuvre qui, en 1972, avait définitivement placé l’artiste sur la scène des poètes particuliers. La définition espagnole du mot ‘artefactos’ est : objet formé par un ensemble de pièces et fabriqué dans un but déterminé. Ici, en l’occurrence, 250 cartes postales représentant des dessins dont un certain nombre dus au dessinateur Juan Guillermo Tejeda, des photographies, des textes, des réflexions, etc., placés dans une boite en carton dans le but de constituer une œuvre artistique. La mairie « invite 250 organisations citoyennes à s’approprier l’œuvre du poète et à monter dans la ville des anti-expositions en utilisant les cartes postales qui sont à l’origine de la poésie, pour ainsi réinventer l’initiative de l’antipoète… »  Ces anti-expositions seront photographiées et exposées en décembre 2014 dans le hall de la mairie.
Nicanor Parra meurt le 23 janvier 2018 à La Reina à l’âge de 103 ans,,.

## Hommages
Dans son roman autobiographique La danse de la réalité, Alejandro Jodorowsky évoque Nicanor Parra : « Dans ces années-là, Pablo Neruda se présentait comme le plus grand poète, mais moi, comme la plupart des jeunes, par esprit de contradiction, je refusais d'être son disciple fanatique. Brusquement surgit un nouveau poète, Nicanor Parra qui, se rebellant contre ce génie si viscéral et si engagé politiquement, publia des vers intelligents, humoristiques, différents de tout ce qu'on connaissait, et qu'il baptisa du nom d'"antipoèmes". Mon enthousiasme fut délirant. Enfin un auteur descendait de l'Olympe romantique pour parler de ses angoisses quotidiennes, de ses névroses, de ses échecs sentimentaux. »

## Œuvres littéraires
- Cancionero sin nombre, 1937.
- Poemas y antipoemas, 1954.
- La cueca larga, 1958.
- Antipoemas, 1960.
- Versos de salón, 1962.
- Manifiesto, 1963.
- Canciones rusas, 1967.
- Obra gruesa, 1969.
- Los profesores, 1971.
- Artefactos,1972.
- Sermones y prédicas del Cristo de Elqui, 1977.
- Nuevos sermones y prédicas del Cristo de Elqui, 1979.
- El anti-Lázaro, 1981.
- Poema y antipoema de Eduardo Frei, 1982.
- Cachureos, ecopoemas, guatapiques, últimas prédicas, 1983.
- Chistes para desorientar a la poesía, 1983.
- Coplas de Navidad, 1983.
- Poesía política, 1983.
- Hojas de Parra, 1985.
- Poemas para combatir la calvicie, 1993.
- Páginas en blanco, 2001.
- Lear Rey & Mendigo, 2004.
- Obras completas I & algo +, 2006.
- Discursos de Sobremesa, 2006
- Poesía y antipoesía, Clásicos Castalia,  2009
- Obras completas II & algo + (1975-2006), Galaxia Gutenberg / Círculo de Lectores, Barcelona, 2011
- Así habló Parra, entretiens effectuées dans le journal chilien El Mercurio entre 1968 et 2007, El Mercurio-Aguilar, Santiago, 2012

## Œuvre traduite en français
- Casse-tête. Dix poèmes & antipoèmes, traduits par Cédric Demangeot, éditions Fissile, 2016.
- Poèmes et Antipoèmes, traduits par Bernard Pautrat, Paris, Le Seuil, 2017.
- Poèmes et Antipoèmes, traduits par Mickaël André et Asenat Z., Éditions Maison Rose, 2017[8].

## Prix et récompenses
- 1938 - Prix municipal de Santiago pour Cancionero sin nombre
- 1953 - Prix de poésie Juan Said de la Société des écrivains du Chili
- 1954 - Prix du Syndicat des écrivains du Chili pour Poèmes et anti-poèmes
- 1955 - Prix municipal de Santiago pour Poèmes et anti-poèmes
- 1969 :
  - Hijo Ilustre du Chillán
  - Prix national de Littérature
- 1972 - Bourse Guggenheim
- 1985 - Prix Richard Wilbur de l'Association nord-américaine des traducteurs littéraires (ALTA)
- 1991 :
  - Docteur honoris causa de l'université Brown
  - Prix FIL
  - Prix Prométhée de Poésie
- 1996 - Docteur honoris causa de l'université de Concepción
- 1997 :
  - Prix Luis Oyarzún de l'Université australe du Chili
  - Médaille Gabriela Mistral du Gouvernement du Chili
- 1998 - Médaille Abate Molina de l'université de Talca
- 1999 - Médaille de l'Université du Chili
- 2000 :
  - Docteur honoris causa de l'université du Biobío
  - Honorary Fellow du Collège St Catherine de l'université d'Oxford
- 2001 :
  - Prix Reine Sophie de poésie ibéroaméricaine
  - Prix Bicentenaire (Corporation du patrimoine culturel du Chili et de l'Université du Chili)
- 2004 - Prix Konex Mercosur 2004 : Lettres
- 2011 - Prix Miguel de Cervantes
- 2012 - Prix ibéroaméricain de poésie Pablo Neruda